# Évelyne Viens
Évelyne Viens (L'Ancienne-Lorette, Quebec; 6 de febrero de 1997) es una jugadora de fútbol canadiense. Juega como delantera en la Roma de la Serie A de Italia y en la selección de Canadá.

## Carrera universitaria
Jugó para el equipo de fútbol de mujeres de USF Bull's desde 2016 hasta 2019, donde fue la máxima anotadora histórica del equipo es con 73 goles además de estar en el equipo All-American de la NCAA en tres ocasiones.
Marcó su primer gol universitario el 25 de agosto de 2016 contra Kentucky.

## Carrera de club
En 2018 y 2019,  jugó para Dynamo de Quebec en la Primière Ligue de soccer du Québec.
Fue seleccionada por el Sky Azul FC en el 2020 NWSL College Draft. El 30 de junio de 2020 hizo su debut en el Sky Blue FC en la 2020 NWSL Challenge Cup anotó su primer gol para el club el 22 de julio de 2020, en una derrota 3-2 ante los Chicago Red Stars durante las semifinales de la NWSL Challenge Cup 2020.
En agosto de 2020, Viens fue cedida al París FC. En marzo del 2021, regresó al Sky Blue FC, quien cambió su nombre a NY/NJ Gotham FC el mes siguiente.

## Selección nacional
Fue convocada a la selección femenina de fútbol de Canadá por primera vez para la Copa SheBelieves 2021. Hizo su debut contra los Estados Unidos el 18 de febrero. Marcó su primer gol para Canadá el 9 de abril de 2021contra Gales.
El 23 de junio de 2021, fue convocada para los Juegos Olímpicos de Tokio 2020, que se pospusieron hasta agosto de 2021 debido a la pandemia de COVID-19 donde Canadá ganó la medalla de oro.[cita requerida]

## Clubes
| Club                       | País           | Año             |
| -------------------------- | -------------- | --------------- |
| Dynamo de Quebec           | Canadá         | 2018 - 2019     |
| NJ/NY Gotham FC            | Estados Unidos | 2020 - 2022     |
| Paris FC (cedida)          | Francia        | 2020 - 2021     |
| Kristianstads DFF (cedida) | Suecia         | 2022            |
| Kristianstads DFF          | Suecia         | 2023            |
| Roma                       | Italia         | 2023 - presente |

## Palmarés

### Universitario
- 3x campeón de Conferencia Atlético americano (2017, 2018, 2019)
- 1x Segundo equipo todo-americano (2019)
- 2x Tercer equipo todo-americano (2017, 2018)
- 2x conferencia jugadora ofensivo del año (2018, 2019)
- 3x Primer equipo todo-conferencia (2017, 2018, 2019)

### Club
- 1x Campeona Première Ligue de soccer du Québec (2018)

### Internacional
- 1x oro Olímpico en 2020